# Korwety projektu 133
Korwety projektu 133 – wyprodukowane w NRD korwety przeznaczone do zwalczania okrętów podwodnych na wodach przybrzeżnych. Od 1981 na potrzeby Volksmarine zbudowano 16 okrętów, które w 1993 sprzedano Indonezji. W latach 1986–1990 12 jednostek wyprodukowano dla ZSRR. Okręty nosiły także oznaczenie projekt 133.1. Pierwsza seria produkcyjna w kodzie NATO nosiła oznaczenie Parchim I. Okręty przeznaczone dla ZSRR nosiły oznaczenie Parchim II.

## Historia
W połowie lat 70. w NRD rozpoczęto prace nad nowym typem okrętów przeznaczonych do zwalczania okrętów podwodnych, które miałyby zastąpić w służbie ścigacze okrętów podwodnych typu Hai i stanowić uzupełnienie dla fregat typu 1159. Pierwsza jednostka serii, „Wismar”, została zwodowana w stoczni Peenewerft w Wolgast 9 kwietnia 1981. Łącznie dla Volksmarine zbudowano 16 jednostek tego typu. Okręty te miały zwalczać okręty podwodne na płytkich wodach Bałtyku. Głównym celem miały być okręty podwodne typu 206.
Aby uczynić produkcję tych jednostek jeszcze bardziej opłacalną w 1986 ZSRR złożył zamówienie na 12 zmodernizowanych jednostek tego typu. Ostatnią jednostkę tej serii dostarczono 9 kwietnia 1990. 24 wyrzutnie torped dla korwet typu Parchim-II zostały dostarczone przez polskie Centrum Techniki Morskiej.
Po zjednoczeniu Niemiec w październiku 1990 16 korwet 133 trafiło do Bundesmarine, gdzie poddano je dokładnym testom i porównaniom, a następnie w 1993 sprzedano Indonezji. W Indonezji okręty poddano modernizacji, której koszty przekroczyły sumę za którą je zakupiono.
Okręty zakupione przez ZSRR zostały przejęte w 1991 przez Rosję i wcielone do Floty Bałtyckiej.